# الأكاديمية النرويجية
الأكاديمية النرويجية للغة والأدب (بالنرويجية: Det Norske Akademi for Språk og Litteratur)، والمعروفة بشكلٍ عام باسم الأكاديمية النرويجية، هيئةٌ علمية تُعنى بالأمور المتعلقة باللغة النرويجية الحديثة في شكلها الدانو-نرويجي، وتُعرف الآن بالريكسمول والبوكمول. تأسست الأكاديمية في مكان الإقامة الشرفية للحكومة النرويجية في غوتن في 1953 مستندةً على نموذج الأكاديمية السويدية والأكاديمية الفرنسية؛ لكن الفكرة بالأصل كان قد تصورها بيورن بيورنسون في 1913. يُنخب أعضاءُ الجمعية مدى الحياة على أسسٍ علمية، وأدبية، واستحقاقات فنية. تنشرُ الأكاديمية معجم اللغة النرويجية الرئيسي ويُدعى معجم اللغة النرويجي (Det Norske Akademis ordbok)، وهي المسؤولة عن تنظيم معيار الكتابة المعروف بالريكسمول («اللغة الوطنية»)، ولها أهدافٌ أدبية وثقافية. تمنحُ الأكاديمية جائزة الأكاديمية النرويجية في ذكرى تيورليف دال.

## تاريخ
تأسست الأكاديمية في 1953 على أيدي مؤلفين وشعراء نرويجيين بارزين، من بينهم كان آرنولف أوفرلاند، وسيغورد هويل، وأندرياس ويسنس، وكورا سانل، وفرانسيس بل. لم يوافقوا على السياسة اللغوية الرسمية التي تهدف لدمج البوكمول مع النينوشك واحتجوا ضد ما دعوه بتمييز الدولة ضد معيار الكتابة للغة النرويجي المهيمن (الريكسمول) كان هذا معيار الكتابة في النرويج بحكم الأمر الواقع الذي استخدمته الصحف الكبرى وأغلبية السكان باعتباره معيار الكتابة (مع ذلك لم يكن بالضرورة منطوقاً). تم تصميم الأكاديمية على غرار الأكاديمية السويدية والأكاديمية الفرنسية.
بالإضافة إلى تنظيم الريكسمول (الشكل الأكثر محافظةً للغة النرويجية والقريب من اللغة الدنماركية)، تنشرُ الأكاديميةُ معاجمَ وتدعمُ نشر الأدب بالريكسمول. إلى وقت الحاضر، وبعد العديد من الإصلاحات الجديرة بالاهتمام في البوكمول الرسمي، وفي الريكسمول الرسمي، تتطابق البوكمول في شكلها «المعتدل» مع الريكسمول الحديث.
لدى الأكاديمية 50 عضواً (2017)، كل فردٍ متخصصٌ في مجالات متنوعة في التحليل، والاستقصاء. ذلك يشمل الدراسات الشمالية، اللغات الألمانية والإنجليزية والفرنسية، والأدب، والتاريخ، والفلسفة، والقانون، والعلوم السياسية، والشعر إلخ. يرأس الأكاديمية نيلز هيردال (Nils Heyerdahl)، الرئيس السابق للدراما الإذاعية في هيئة الإذاعة النرويجية، وتتكون اللجنة التنفيذية الدائمة أيضاً من نائب الرئيس هيلين أوري (Helene Uri) وهي مؤلفة ولغوية، وأيضاً من بير كفاله (Per Qvale) وهو مترجم ومؤلف، ومن كارين غوندرسن (Karin Gundersen) وهي أستاذة جامعية في اللغة والأدب الفرنسيين، ومن إريك فوسنس هانسن (Erik Fosnes Hansen) وهو مؤلف.
كانت تُمثل الأكاديمية النرويجية جنباً إلى جنب منظمات لغوية أخرى غير حكومية في مجلس اللغة النرويجية، الذي يُنظم الشكلين اللغويين بوكمول ونينوشك، منذ تأسيسه في 1972 حتى أُعيد تنظيمه في 2005.
في 1981، اندمجت الأكاديمية مع منظمة ريكسمولفيرنت (Riksmålsvernet) التي تأسست في 1919.

## الأعضاء
الأسماء التالية هي أسماء الأعضاء الحاليين في الأكاديمية النرويجية للغة والأدب:
| - نيلز أوغست أندرسن (Nils August Andresen) - يون أوله أسكيدال (John Ole Askedal) - بوديل أورشتاد (Bodil Aurstad) - شيتيل بانغ-هانسن (Kjetil Bang-Hansen) - تروند بيرغ إريكسون (Trond Berg Eriksen) - ليف بليكسرود (Liv Bliksrud) - تور بومان-لارشن (Tor Bomann-Larsen) - فردريك بل-هانسن (Fredrik Bull-Hansen) - بنتاين باردسون (Bentein Baardson) - لارش سابييه كرستنسن (Lars Saabye Christensen) - أرنولد أيدسلوت (Arnold Eidslott) - تور فالكانغر (Thor Falkanger) - إيفو دي فيغوايردو (Ivo de Figueiredo) - ليسه فيالدستاد (Lise Fjeldstad) - داغفين فولسدال (Dagfinn Føllesdal) - كارين غوندرشن (Karin Gundersen) - تور غوتو (Tor Guttu) - كاثرين غروندال (Cathrine Grøndahl) - إريك فوسنس هانسن (Erik Fosnes Hansen) | - هوكون هاركت (Håkon Harket) - بير إغيل هيغه (Per Egil Hegge) - نيلز هيردال (Nils Heyerdahl) - روي ياكوبسن (Roy Jacobsen) - كريستيان يانس (Christian Janss) - أنينه كيرولف (Anine Kierulf) - إغيل كراغرود (Egil Kraggerud) - سيسل لانغه-نيلسن (Sissel Lange-Nielsen) - هانه لاوفستاد (Hanne Lauvstad) - ماري لندينغ (Mari Lending) - توم لوترتينغتون (Tom Lothertington) - يورن لوند (Jørn Lund) - كارينه نيلستون (Carine Nilstun) - هيلغه نوردال (Helge Nordahl) - ويليام نيغارد (William Nygaard) - شل أريلد بولستاد (Kjell Arild Pollestad) - بير كفاله (Per Qvale) - أرتور ساندفد (Arthur O. Sandved) | - هيلده سيرشتد (Hilde Sejersted) - أوله مايكل سلبرغ (Ole Michael Selberg) - رونه سالغستاد (Rune Slagstad) - أريلد ستوبهاوغ (Arild Stubhaug) - هنريك سيسه (Henrik Syse) - يان ياكوب تونست (Jan Jakob Tønseth) - هيلين أوري (Helene Uri) - تروند فيرنغ (Trond Vernegg) - فين-إريك فينيه (Finn-Erik Vinje) - بيتر نورمان واغه (Peter Normann Waage) - إغيل ويلر (Egil A. Wyller) - فيغديس إيستاد (Vigdis Ystad) - كنوت أوديغورد (Knut Ødegård) |

## اقرأ أيضاً
- الأكاديمية السويدية
- الأكاديمية الفرنسية
- خلاف اللغة النرويجية

## روابط خارجية
- الموقع الرسمي (بالنرويجية)

| النرويجية - Norsk                             |
| --------------------------------------------- |
| اللغه النرويجية                               |
| النحو · الأبجدية ·                            |
| بوكمول · نينوشك · ريكسمول ·                   |
| مجلس اللغة النرويجية · الأكاديمية النرويجية · |